# Maart 2009
Dit artikel geeft een chronologisch overzicht van belangrijke gebeurtenissen per dag in de maand maart van het jaar 2009.

## Gebeurtenissen

### 1 maart
- Canada, Israël, Nederland, de Verenigde Staten en zes andere landen boycotten de Internationale Antiracisme-conferentie te Genève, omdat de ontwerp-slotverklaring zou voortborduren op een eerdere conferentie in Durban in 2001. In deze verklaringen was sprake van intolerantie en het antisemitisme.

### 2 maart
- Zowel de AEX in Amsterdam als de Dow Jones in New York komen op het laagste peil in ongeveer twaalf jaar.
- Een reis van deur tot deur met het openbaar vervoer duurt in Nederland in de meeste gevallen meer dan twee keer zo lang als met de auto, ook in de spits. Dit blijkt uit een onderzoek van het Centraal Planbureau en het Kennisinstituut voor Mobiliteitsbeleid.
- João Bernardo Vieira, president van Guinee-Bissau, wordt vermoord.

### 3 maart
- Het gebouw van het Historisch archief van de Duitse stad Keulen stort in. De bouw van de Noord-Zuidlijn van de Keulse metro, waarvan de bouwput in de nabijheid ligt, zou mede-oorzaak van de verzakking kunnen zijn. Er worden diverse mensen vermist. Wikinieuws

### 4 maart
- Het Internationaal Strafhof vaardigt een arrestatiebevel uit tegen de Soedanese president Omar al-Bashir vanwege oorlogsmisdaden in het conflict in Darfur. Het is voor het eerst dat het hof arrestatie van een zittende president beveelt.
- De crash van Turkish Airlines-vlucht 1951 is volgens de Onderzoeksraad Voor Veiligheid veroorzaakt door een defecte radiohoogtemeter, waardoor de automatische piloot te vroeg de snelheid verminderde. De piloten hebben hierop te laat gereageerd. Wikinieuws
- Het studiebureau Arup/SUM presenteert het onafhankelijk onderzoek over de Oosterweelverbinding en de alternatieve voorstellen aan de Vlaamse regering. Het studiebureau besloot dat geen enkel van de voorliggende tracés aanzien kon worden als de complete en evidente oplossing. De Oosterweelverbinding werd onder andere negatief beoordeeld omwille van de grote impact op de stadsontwikkeling.

### 7 maart
- Het Amerikaanse ruimteagentschap NASA lanceert het Kepler Space Observatory, een satelliet om planeten die net als de Aarde bewoonbaar kunnen zijn op te sporen.

### 8 maart
- Moshe Katsav, voormalig president van Israël, wordt aangeklaagd vanwege verkrachting en seksuele intimidatie.

### 9 maart
- President Obama heft de beperkingen van de regering-Bush op met betrekking tot onderzoek naar embryonale stamcellen

### 10 maart
- De organisatie van het Eurovisiesongfestival weigert de Georgische inzending met het liedje We Don't Wanna Put In, een verwijzing naar de Russische president Vladimir Poetin.

### 11 maart
- Een zeventienjarige ex-leerling schiet op een Realschule in het Zuid-Duitse Winnenden negen leerlingen en drie leerkrachten dood. Nadat de politie is gealarmeerd, slaat hij op de vlucht waarbij hij nog drie personen doodt en uiteindelijk zelfmoord pleegt. Zie schietpartij op de Albertville-Realschule.
- Tariq Aziz, Iraaks vicepremier ten tijde van dictator Saddam Hoessein, wordt vanwege betrokkenheid bij de executie van enkele tientallen handelaren in 1992 tot vijftien jaar gevangenisstraf veroordeeld. Ook voormalig minister en oud-generaal Ali Hassan al-Majid krijgt dezelfde straf; hij heeft echter in eerdere zaken al de doodstraf opgelegd gekregen.
- UNICEF verklaart dat er een hersenvliesontstekings-virus rond gaat in Burkina Faso, Mali, Niger en Nigeria. Sinds januari 2009 heeft dit voor bijna duizend doden gezorgd.

### 12 maart
- In Nederland worden zeven Nederlanders van Marokkaanse afkomst gearresteerd, die ervan worden verdacht een terroristische aanslag te hebben willen plegen op IKEA en andere winkels in Amsterdam-Zuidoost. Alle zeven worden de volgende dag alweer vrijgelaten.
- Paus Benedictus XVI verklaart verkeerd te hebben gehandeld in de kwestie rond de priester Richard Williamson. Deze ontkende het plaatsvinden van de Holocaust.

### 15 maart
- Spaceshuttle Discovery is met succes gelanceerd vanaf het Kennedy Space Center in Florida. De missie brengt zonnepanelen naar het Internationaal ruimtestation ISS.
- Vier Zuid-Koreaanse toeristen en een Jemenitische gids worden gedood bij een zelfmoordaanslag in de Jemenitische stad Shibam.

### 16 maart
- In Madagaskar is een conflict tussen president Marc Ravalomanana en oppositieleider Andry Rajoelina uitgelopen in een aanval in de hoofdstad Antananarivo op het presidentieel paleis en de centrale bank door het leger dat zich aan de zijde van de oppositie heeft geschaard.

### 18 maart
- De Federal Reserve (FED), de centrale bank van de Verenigde Staten, gaat de geldhoeveelheid met 1050 miljard dollar verruimen. De bank kondigt aan voor een bedrag van 750 miljard aan hypothecaire beleggingen en voor 300 miljard aan langlopende staatsobligaties te kopen. De Fed hoopt dat door deze geldverruiming de rente zal zakken, wat consumenten en producenten zal aanzetten meer/weer te lenen en vervolgens te besteden, zodat de steeds verder terugvallende Amerikaanse economie weer gaat aantrekken.

### 19 maart
- De Oostenrijker Josef Fritzl (73) wordt tot levenslange gevangenisstraf en psychiatrische opsluiting veroordeeld. Fritzl hield zijn dochter sinds 1984 opgesloten in zijn kelder waar hij haar regelmatig verkrachtte en zeven kinderen bij haar verwekte. Ook veroorzaakte hij de dood door verwaarlozing van een van de kinderen. Zie verder zaak-Fritzl.

### 21 maart
- In Napels, Italië gaan honderdduizend mensen de straat op om te demonstreren tegen de maffia en Camorra.

### 23 maart
- De gemeenteraad van Charleroi stemt voor onteigening van de woning van Marc Dutroux in de deelgemeente Marcinelle. Het huis zal worden gesloopt om plaats te maken voor een monument.

- Op een persconferentie wordt bekendgemaakt dat Kathleen Aerts na tien jaar de Vlaamse meidengroep K3 verlaat om een solocarrière te beginnen. Karen Damen en Kristel Verbeke gaan zonder haar verder.
- Een McDonnell Douglas MD-11 van FedEx Express, afkomstig uit Guangzhou (China), crasht tijdens de landing op de luchthaven van Narita (Japan) waarna brand uitbreekt. Beide bemanningsleden komen om het leven.[1]

### 24 maart
- De onderhandelaars van de diverse partijen in het kabinet-Balkenende IV worden het eens over een pakket van maatregelen om de economische crisis het hoofd te bieden. Er wordt een aantal investeringen gedaan, vanaf 2011 wordt er - mits de economie dan weer aantrekt - bezuinigd, er geldt een loonstop en de AOW-leeftijd wordt geleidelijk verhoogd tot 67 jaar.
- De regering van Tsjechië, een driepartijencoalitie onder premier Mirek Topolánek, treedt af nadat een motie van wantrouwen is aangenomen in het Tsjechisch parlement.

### 25 maart
- Het Europees Parlement stemt in met volledige Economische Partnerschapsakkoorden voor een grote groep Afrikaanse en Caribische staten. Deze ACS-staten mogen voorlopig hun markten blijven afschermen.

### 26 maart
- In Alaska barst de Mount Redoubt voor de tweede maal in een maand tijd uit. De vulkaan is al sinds januari onrustig.

### 27 maart
- Door een breuk in de Indonesische Situ Gintung-dam overstromen twee dorpen bij Jakarta. Er vallen tientallen doden en honderden gebouwen raken beschadigd.

### 28 maart
- In de Filipijnen komen bij een frontale botsing tussen een busje en een vrachtwagen in Naga vlak bij Cebu City dertien mensen om het leven en raken vier mensen zwaargewond.

### 29 maart
- De Turkse regeringspartij AKP wordt bij regionale verkiezingen de grootste partij. Met 39 procent van de stemmen blijft het resultaat echter ver achter bij de 47 procent die zij haalde bij de parlementsverkiezingen van 2007.

### 30 maart
- De Amerikaanse president Barack Obama stelt harde eisen aan de autoconcerns General Motors en Chrysler, die in aanmerking willen komen voor nieuwe overheidssteun.

### 31 maart
- Een nieuwe Israëlische regering onder leiding van premier Benjamin Netanyahu van Likoed treedt aan.
- Op de Afghanistantop in Den Haag spreken hoge vertegenwoordigers van 72 landen en een aantal organisaties over de toekomst van Afghanistan.

## Overleden
<< · januari · februari · maart · april · mei · juni · juli · augustus · september · oktober · november · december · >>